# Bekshikenjigudde, Tirthahalli
Bekshikenjigudde là một làng thuộc tehsil Tirthahalli, huyện Shimoga, bang Karnataka, Ấn Độ.